# 1243
1243 (MCCXLIII) var ett normalår som började en torsdag i den julianska kalendern.

## Händelser

### Juni
- 28 juni – Sedan påvestolen har stått tom i ett och ett halvt år väljs Sinibaldo de Fieschi till påve och tar namnet Innocentius IV.

### Okänt datum
- Den svenske kungen Erik Eriksson gifter sig med Katarina Sunesdotter (detta eller nästa år).
- Ett dominikanerkonvent för munkar grundas vid Kalmar.

## Födda
- Go-Fukakusa, Japans 89:e kejsare.

## Avlidna
- Hedvig av Andechs, storhertiginna av Polen.